# 科迪耶尔
科迪耶尔（Kodiyal），是印度卡纳塔克邦Haveri县的一个城镇。总人口6726（2001年）。

## 人口
该地2001年总人口6726人，其中男性3497人，女性3229人；0—6岁人口796人，其中男414人，女382人；识字率72.30%，其中男性为78.55%，女性为65.53%。